# Hammock
Pour l’article ayant un titre homophone, voir Amok.

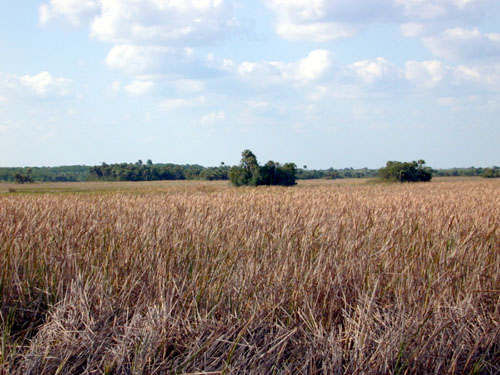
Hammocks sur un marais en Floride

Les hammocks sont des boisements naturels denses formés d'arbres feuillus qui se sont développés dans un environnement marécageux en se surélevant par rapport au niveau habituel d'inondation sur leur propre accumulation (un atterrissement) de litière forestière. Ils caractérisent certaines zones de marais de la côte est des États-Unis. Ils sont souvent dominés par diverses espèces de chênes.